# Tokyo Ska Paradise Orchestra

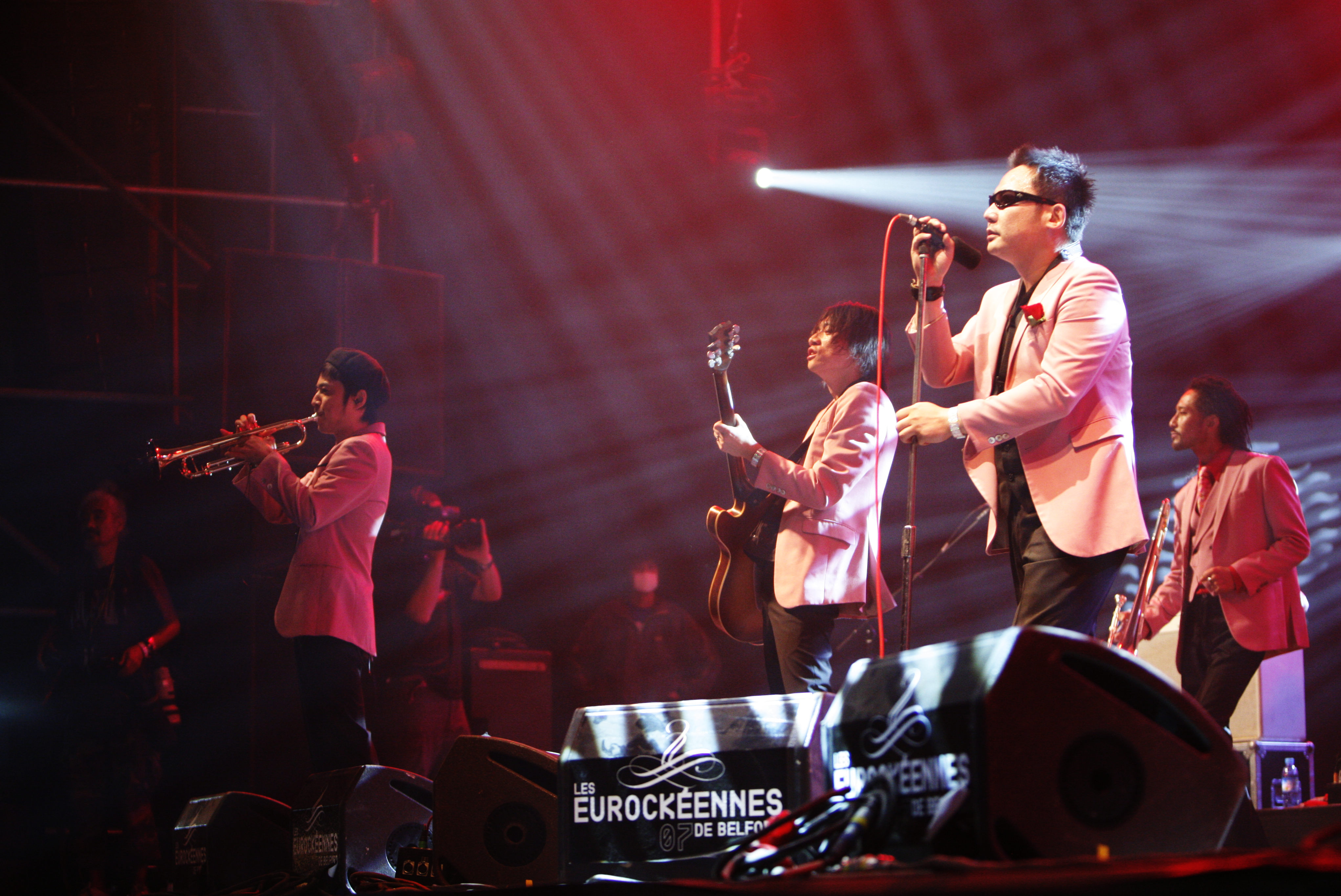
Tokyo Ska Paradise Orchestra in 2007

Tokyo Ska Paradise Orchestra (東京スカパラダイスオーケストラ) is een Japanse skaband opgericht in 1985 door Asa-Chang, gecontracteerd onder de naam Skapara.

## Biografie
Tokyo Ska Paradise Orchestra, ook wel TSPO of Skapara genoemd, werd in 1985 opgericht; de toenmalige bezetting van meer dan tien artiesten, trad in de beginjaren voornamelijk in de undergroundscene van Tokio op.
Vanaf het begin werden ze gewaardeerd vanwege de nieuwe invloeden die ze brachten binnen de Japanse muziek, maar ook binnen het ska-genre maken ze een soort muziek die nauwelijks voorkomt. De mix van ska, jazz en rock is ook wel bekend onder de naam tokyo ska. Vocalen spelen een kleinere rol binnen de muziek: een groot deel van hun muziek is dan ook instrumentaal. Wel hebben andere artiesten vaak de vocalen bij de band verzorgd, waaronder Shiina Ringo, Yusuke Chiba van Thee Michelle Gun Elephant, Takao Tajima en Tamio Okuda.
Oprichter Asa-Chang vertrok in 1993, maar de band bleef doorgaan met muziek maken.
De eerste 12" werd in 1989 uitgebracht, getiteld Tokyo Ska Paradise Orchestra en al spoedig (een jaar later) bracht de band hun eerste single "Monster Rock" en hun eerste album Ska Para ou-jou uit. Sommige bandleden hebben allerlei nevenprojecten en bij elkaar opgeteld (inclusief albums, dvd's, video's) hebben de bandleden al 71 releases op hun naam staan.
Diverse artiesten werken samen met de band, waaronder de Skatalites en Dennis Bovell. 
De band heeft een speciale relatie met Hans Plakke. Zij nodigden Plakke uit als special guest DJ voor zowel de 2009 als 2010 editie van hun Tokyo Ska Jamboree Festival dat respectievelijk 8.000 en 10.00 bezoekers trok. Plakke doet ook mee op hun cd World Ska Symphony (2010).
De band heeft ook een eigen label, Justa Record.
Bassist Tsuyoshi Kawakami is ook actief met zijn eigen band The Mood Makers.

## Bandleden
De tegenwoordige bezetting bestaat uit negen leden.

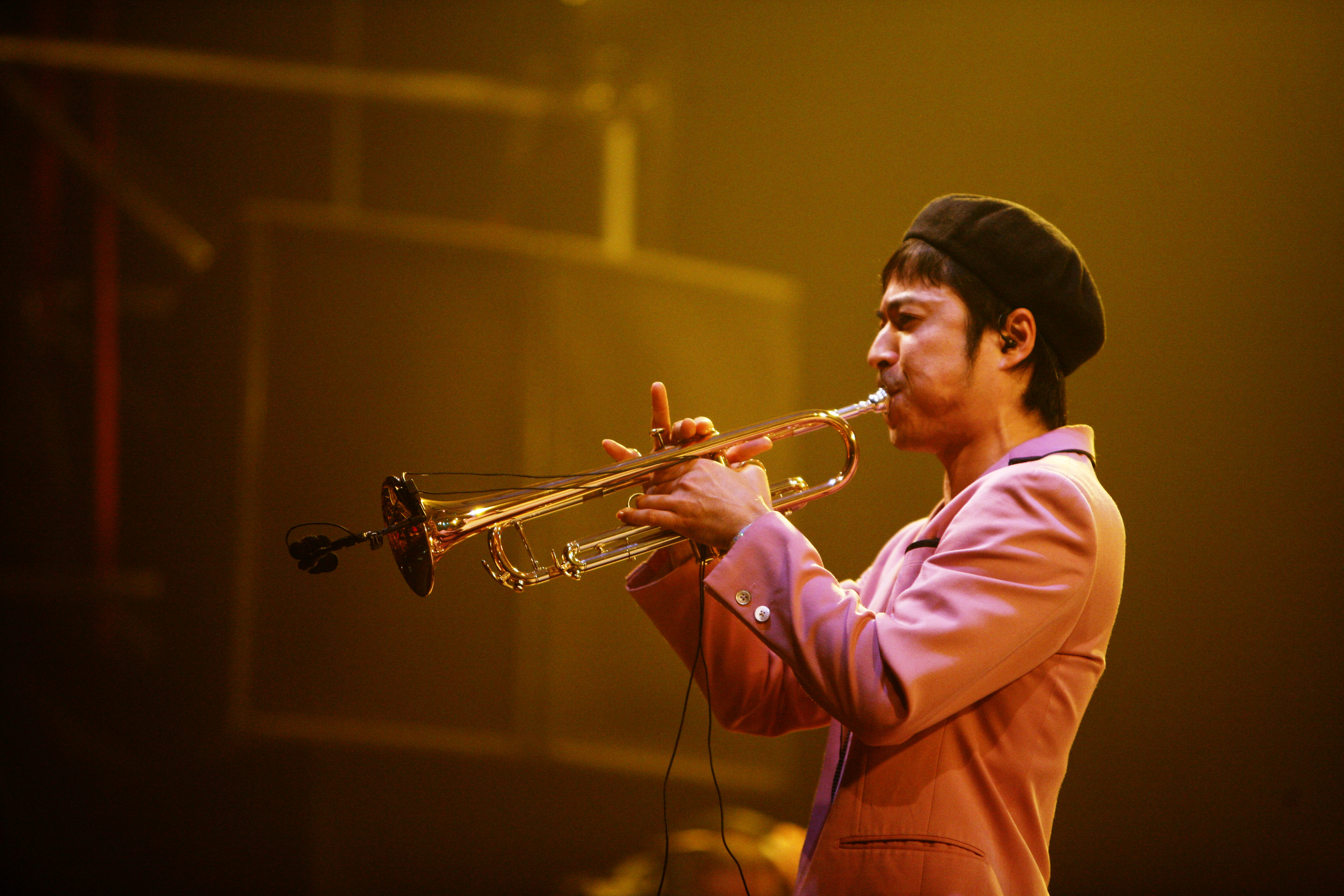
NARGO (Kimiyoshi Nagoya) op trompet, Firebird en melodica (origineel bandlid)
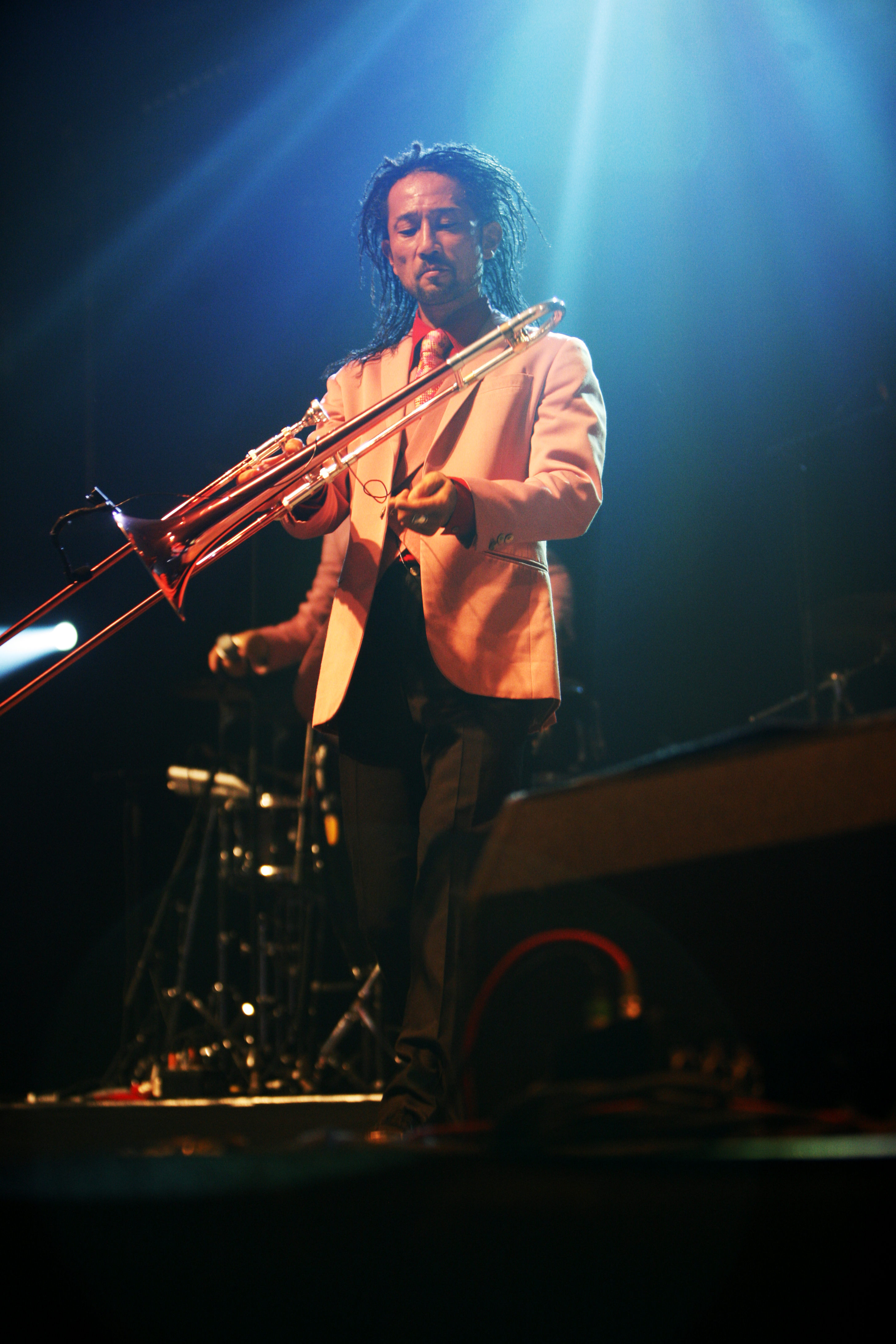
Masahiko Kitahara op trombone en sousafoon (origineel bandlid)
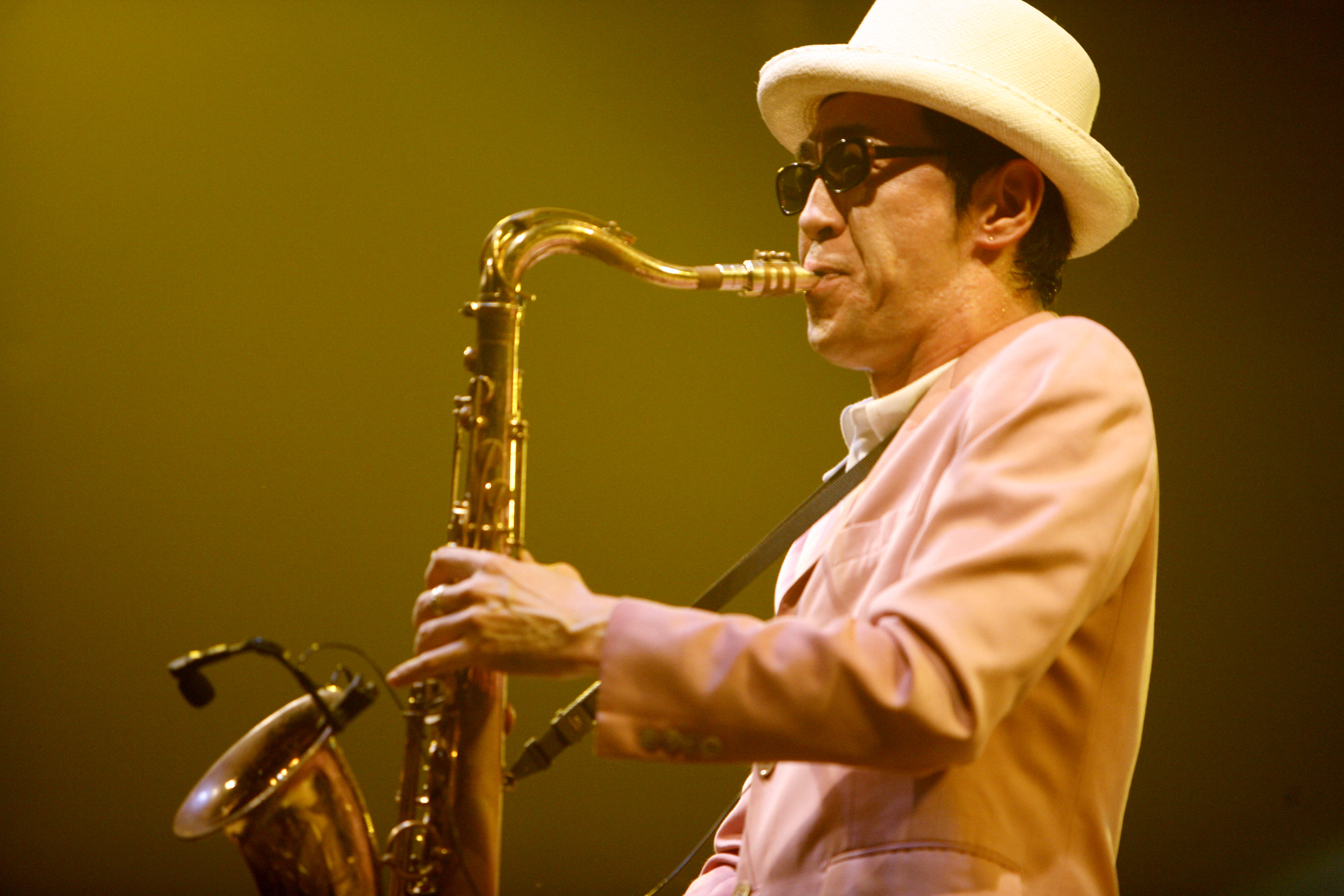
GAMO op tenorsaxofoon en sopraansaxofoon (origineel bandlid)
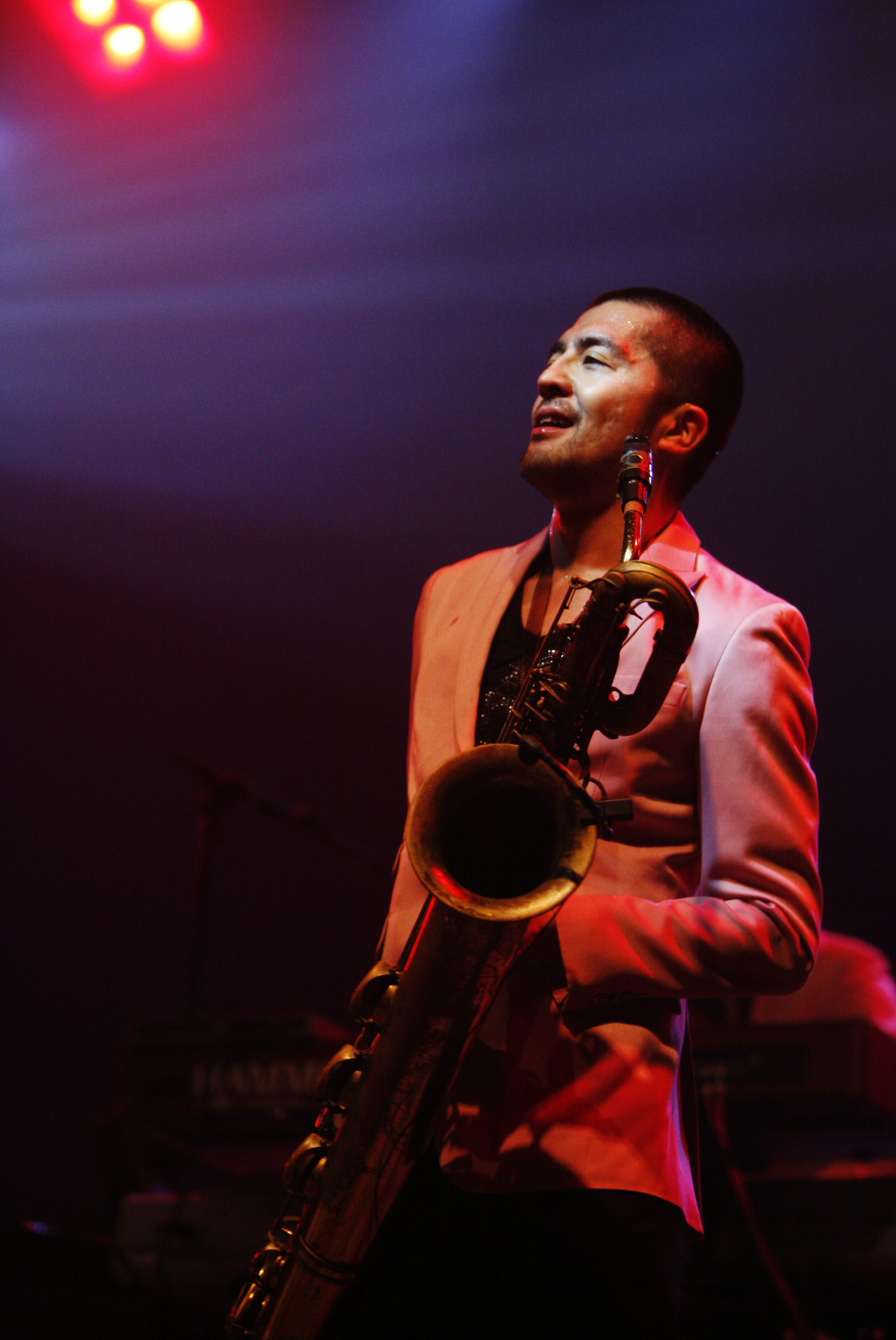
Atsushi Yanaka op baritonsaxofoon (origineel bandlid)
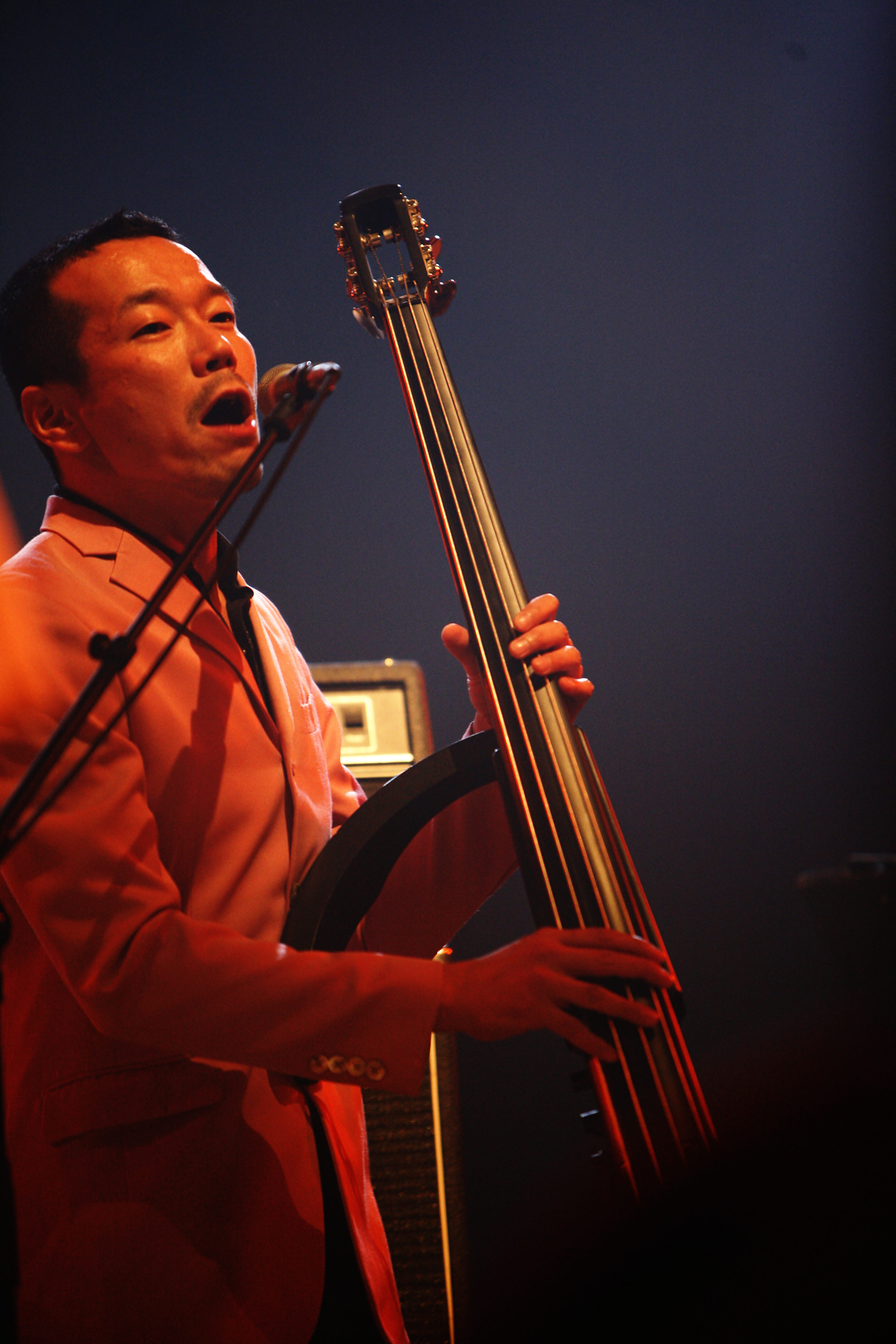
Tsuyoshi Kawakami op bas (origineel bandlid)
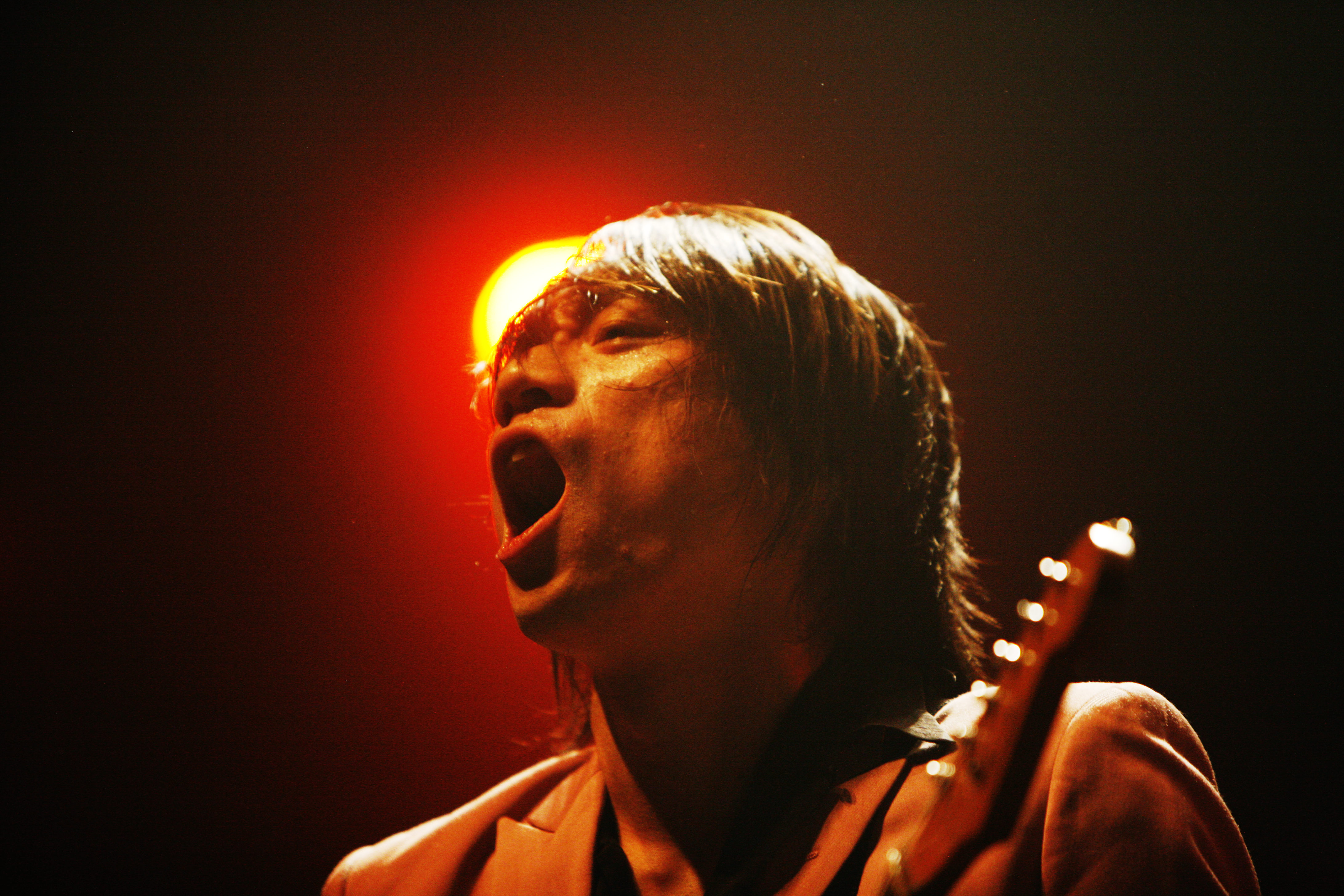
Takashi Kato op gitaar vanaf 1998
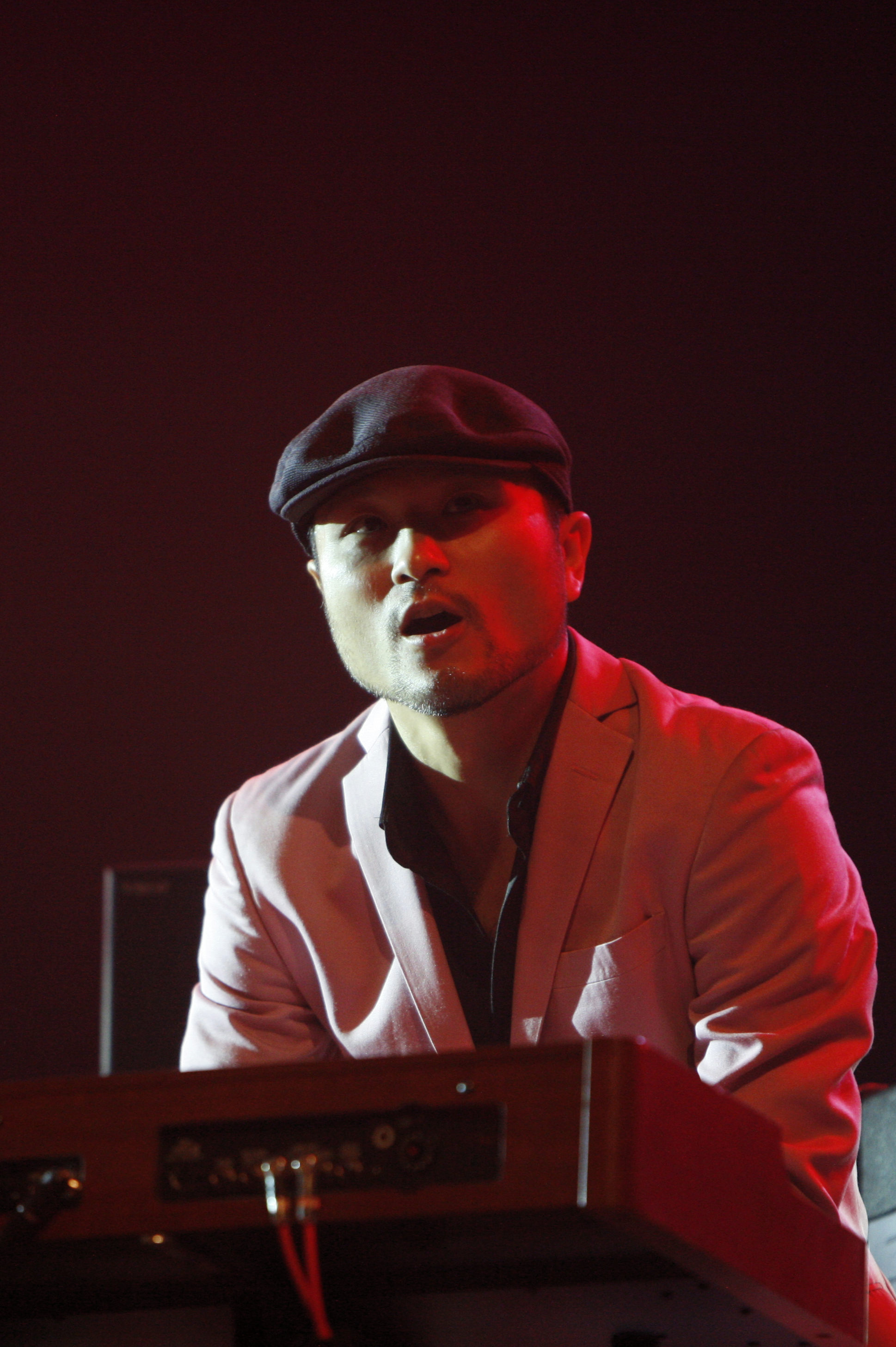
Yuichi Oki op keyboards (origineel bandlid)
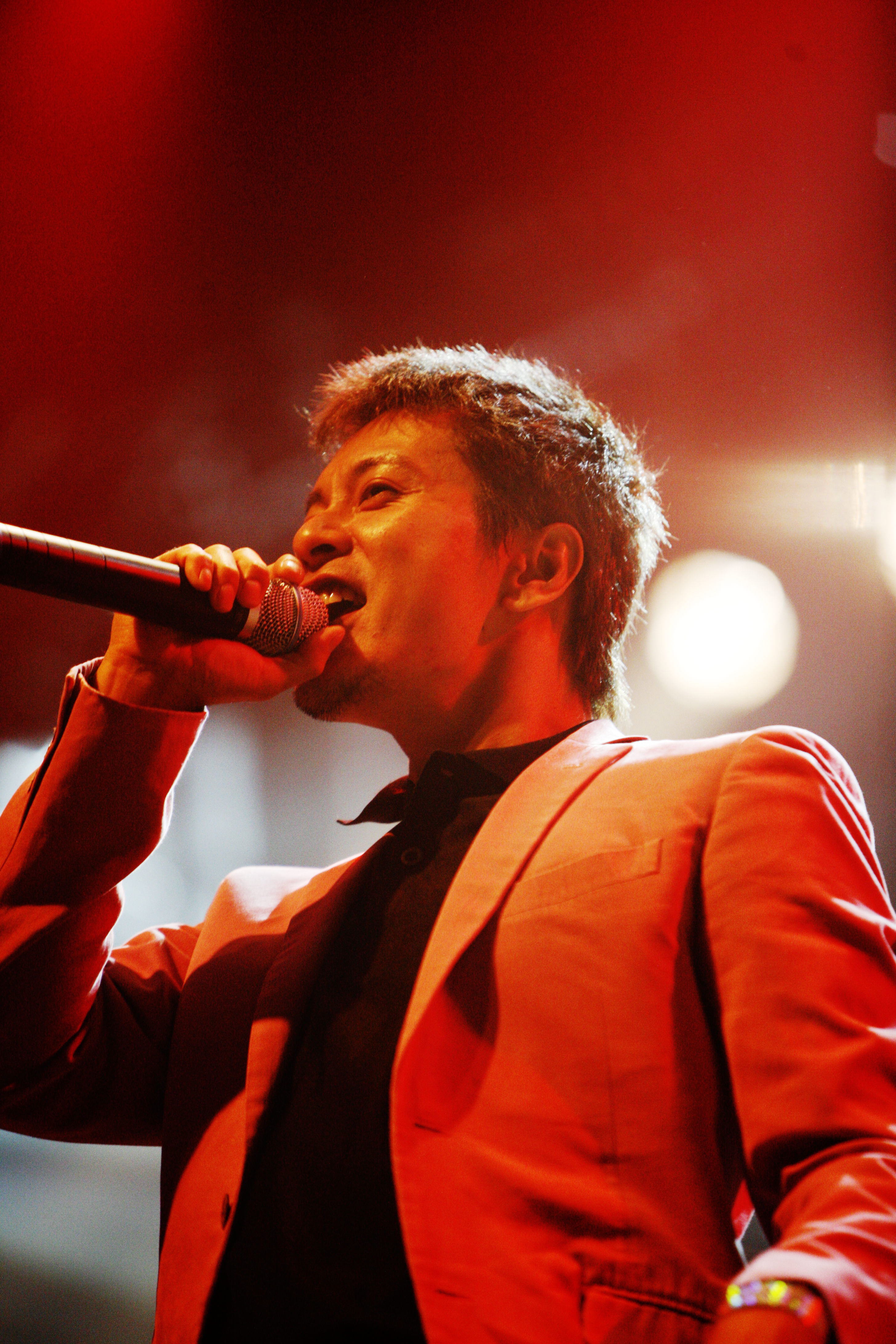
Hajime Oumori op percussie vanaf 1996
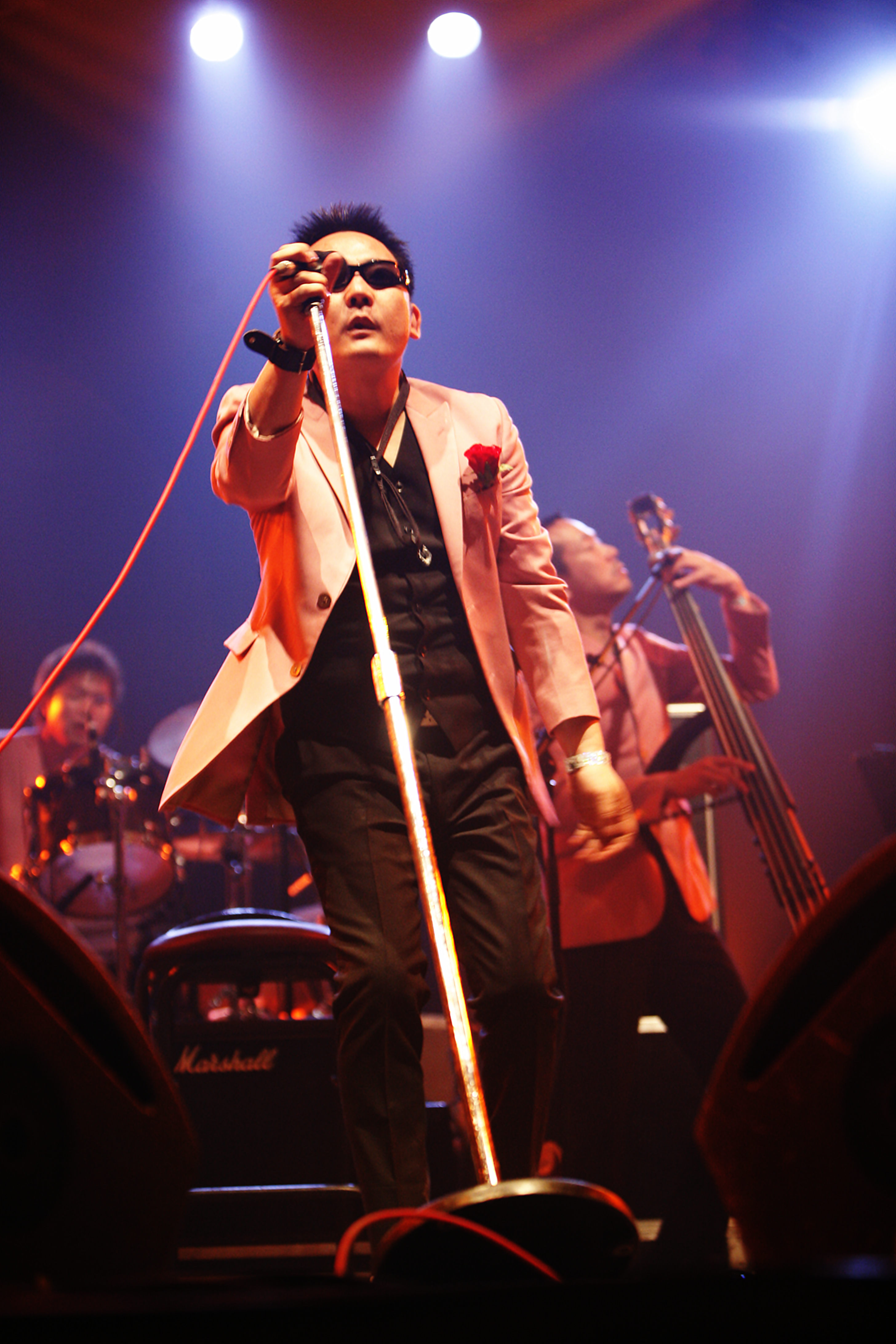
Kinichi Motegi op drums vanaf 1999 (vooraan Tatsuyuki Hiyamuta)

## Optredens
De band heeft in haar geschiedenis al meer dan 1000 optredens gedaan, verspreid over de hele wereld. Diverse keren hebben ze al in Nederland op het podium gestaan: in 2000, in 2004 op Lowlands, in 2005 op Parkpop. In 2006 en 2007 hebben ze tijdens hun Europese tour optredens gedaan in de Melkweg en in Tivoli. Op 15 september 2006 deden ze hun eerste tv-optreden in Nederland bij het programma Raymann is Laat. Op 17 september 2010 speelden ze in de Melkweg in Amsterdam.

## Discografie
Albums:
- Tokyo Ska Paradise Orchestra (東京スカパラダイスオーケストラ) (1989)
- Skapara Toujou (スカパラ登場) (Skapara's Intro) (1990)
- World Famous (ワールドフェイマス) (1991)
- World Famous Remix (1991)
- Pioneers (1993)
- Fantasia (1994)
- Just a little bit of Tokyo Ska Paradise Orchestra (vinyl) (1994)
- Watermelon/高橋幸宏 (1995)
- Grand Prix (1995)
- アキラのジーンときちゃうぜ/小林旭 (1995)
- Tokyo Strut (トーキョー・ストラット) (1996)
- デカメロン/竹中直人 (1997)
- Arkestra (1998)
- Full-Tension Beaters (2000)
- Stompin' On Down Beat Alley (2002)
- High Numbers (2003)
- Answer (2005)
- Wild Peace (2006)
- World Ska Symphony

Live Albums:
- Tokyo Ska Paradise Orchestra Live (東京スカパラダイスオーケストラライブ) (1991)
- Gunslingers (2001)
- On Tour (2004)

Compilaties:
- Gifted Winter Selection (1993)
- The Best Selection (1996)
- Moods for Tokyo Ska: we don't know what ska is (1997)
- Justa Record Compilation Vol. 1 (1999)
- Best (1989-1997) (2002)
- Ska me crazy: The Best of TSPO (2005)
- Best of Tokyo Ska 1998-2007 (2007)